# Les Brasseurs du Nord
Les Brasseurs du Nord est une microbrasserie[réf. nécessaire] québécoise de Blainville, au nord de Montréal.

## Propriétaires
La brasserie est fondée en 1987 par Jean Morin, Laura Urtnowski et Bernard Morin.
En 2013, elle est vendue au Fonds de solidarité FTQ qui en devient l'actionnaire majoritaire, alors que Laura Urtnowski et Sébastien Paradis conservent des parts minoritaires.

## Lieux de ventes et chiffres
Certains produits sont exportés en Ontario et dans quelques États des États-Unis.
Les Brasseurs du Nord vend l'équivalent de plus de 30 millions de bouteilles par année.
Les bières Boréales constituent plus de 3 % des ventes de bière au Québec.

## Bières

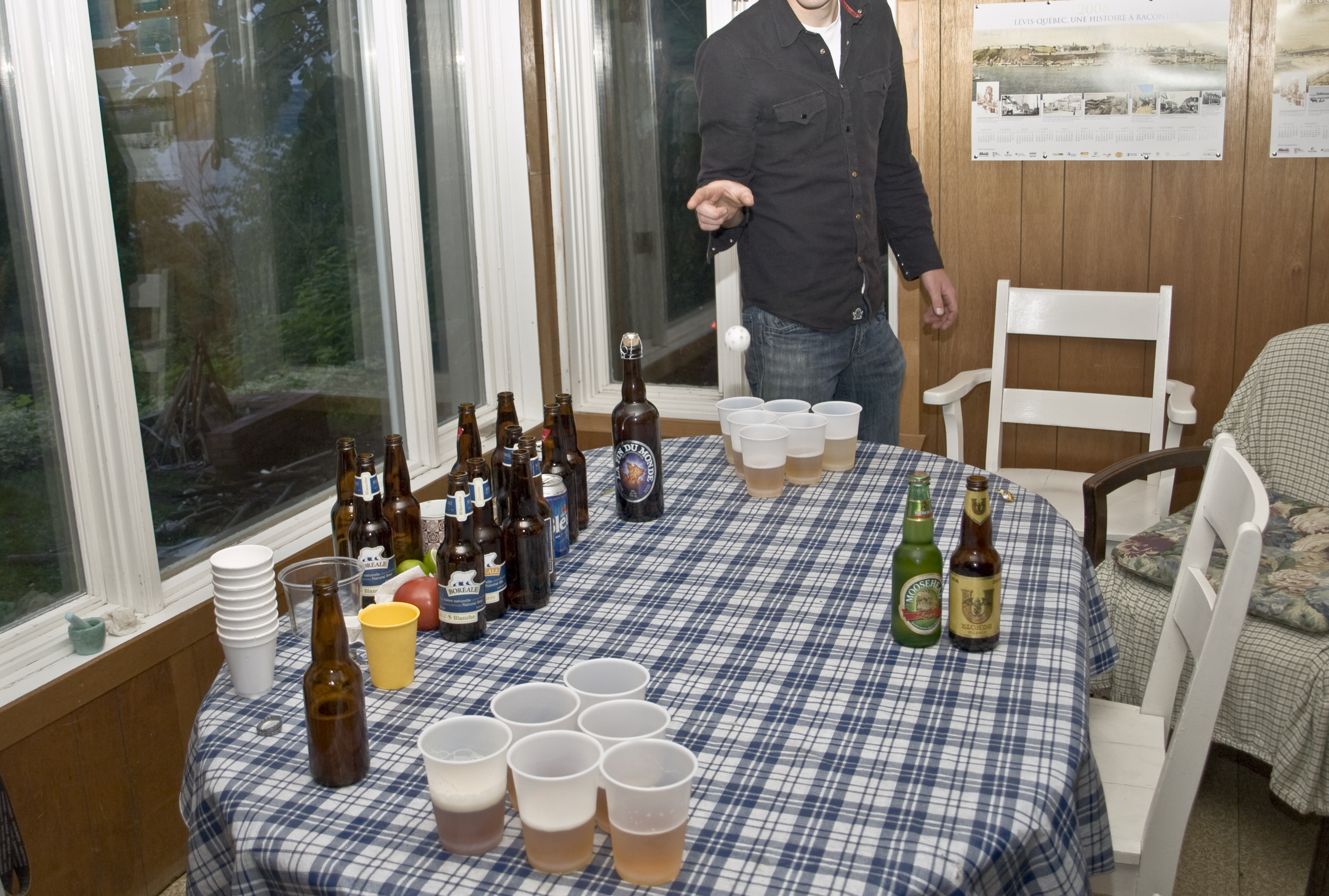
Bouteilles de bière Boréale sur une table au Québec.

Les bières des Brasseurs du Nord, nommées Boréale, sont d'une grande variété de types, notamment en termes de couleur de robe, de concentration en ingrédients ou de fermentation. Elles sont réparties en quatre collections : classique, série artisan, épisode, hors sentiers.
Les sept classiques ont autour de 5 % d'alcool. Elles ont été créées entre 1988 et 2012. La rousse de type ale créée en 1988, a été la première bière rousse québécoise.
Les neuf série artisan ont autour de 5 % d'alcool. Elles ont été élaborées entre 2013 et 2020. Certaines sont saisonnières.
Pour les épisodes, trois à six nouvelles bières sont conçues par an et limitées dans le temps. Elles peuvent ensuite réapparaitre dans la gamme momentanément. Une vingtaine ont été créées entre 2016 et 2020.
Les hors sentiers sont sans alcool. Elles sont créées depuis 2021.